# Sven Michel
Pour les articles homonymes, voir Michel.
Sven Michel est un curleur suisse né le 30 mars 1988 à Brienz.

## Biographie
Sven Michel est médaillé d'argent au Championnat d'Europe mixte de curling 2010 à Howwood.
Il remporte la médaille d'or au Championnat du monde double mixte de curling 2011 à Saint Paul avec Alina Pätz puis la médaille d'or aux Championnats d'Europe de curling 2013  à Stavanger. Il est médaillé de bronze aux  Championnats d'Europe de curling 2014  à Champéry ; la même année, il termine huitième des Jeux olympiques.
Il est médaillé d'or au Championnat du monde double mixte de curling 2018 à Östersund avec Michèle Jäggi.
Au Championnat du monde masculin de curling 2019 à Lethbridge, il obtient la médaille de bronze.